# رازها و دروغ‌ها
رازها و دروغ‌ها (به انگلیسی: Secrets & Lies) نام فیلم درامی به کارگردانی مایک لی و محصول بریتانیاست. این فیلم در سال ۱۹۹۶ توانست نخل طلای کن را از آن خود کند.

## خلاصه داستان
«ژان-باپتیست» زن جوان سیاهپوستی پس از مرگ مادرخوانده‌اش به جستجوی مادر واقعی‌اش می‌پردازد و او را در قالب «بلتین» زنی سفیدپوست و غمگین می‌یابد. مادرش ابتدا به هراس می‌افتد، ولی دختر تازه یافته‌اش به زندگی تلخ و یکنواخت او رنگ تازه و خوشحال‌کننده‌ای می‌دهد…